# Shogun Mayeda
Shogun Mayeda è un film del 1991 diretto da Gordon Hessler.
È un film d'azione giapponese e statunitense ambientato tra clan rivali di samurai nel Giappone del XVII secolo. Vede tra gli interpreti Shō Kosugi, David Essex, Christopher Lee, Norman Lloyd e Kane Kosugi.

## Produzione
Il film, diretto da Gordon Hessler su una sceneggiatura di Nelson Gidding con il soggetto di Shō Kosugi e Nelson Gidding, fu prodotto da Ken Fujiyama, Benni Korzen e dallo stesso Shô Kosugi per la Mayeda Productions, la Sanyo Finance, la Sho Kosugi Corporation e la Sho Productions e girato in Giappone e in Jugoslavia con un budget stimato in 10 milioni di dollari. Il titolo inglese in Giappone fu Shogun Warrior.

## Distribuzione
Il film fu distribuito in Giappone con il titolo Shogun Mayeda. dal 27 aprile 1991 (première a Tokyo) e negli Stati Uniti d'America con il titolo Journey of Honor dal 27 agosto 1992 (in anteprima) al cinema dalla Rocket Pictures e per l'home video dalla MCA/Universal Home Video.
Alcune delle uscite internazionali sono state:
- in Cecoslovacchia il 24 settembre 1992
- in Portogallo il 21 maggio 1993
- in Spagna il 30 marzo 1995 (Shogun Mayeda)
- in Polonia (Shogun Mayeda)
- in Portogallo (Shogun Mayeda)
- in Germania (Die Abenteuer des Samurai)
- in Italia (L'onore del samurai)